# Ripatransone
Ripatransone (/ripatranˈsone/, La Ripa in dialetto ripano) è un comune italiano di 4 161 abitanti della provincia di Ascoli Piceno nelle Marche.
Il paese, situato su un alto colle (494 m s.l.m.) a breve distanza dal mare Adriatico (12,5 km), è fra i centri più antichi della provincia.

## Geografia fisica

### Territorio
(Giovanni Garzoni, De rebus Ripanis)
Il comune è situato nella parte orientale della sua provincia di appartenenza, quasi al confine con l'Abruzzo e a circa 40 km dal capoluogo provinciale, Ascoli Piceno.
Il capoluogo regionale, Ancona, è distante 88 km in direzione nord.
Ripatransone sorge alla sommità del crinale che si innalza tra le valli parallele del fiume Tesino (a sud) e del torrente Menocchia (a nord).
La parete è estremamente ripida su tre lati, mentre a est declina più dolcemente verso il litorale. L'altitudine ha un picco di 508 m sul Colle San Nicolò.
Geologicamente i colli ripani risalgono al Pliocene e sono costituiti di calcare, sabbia, argilla e arenaria. Ai tradizionali colli cittadini si affiancano, negli immediati dintorni, altre rilevanti alture come il Castellano (432 m) a nord e il Monte Attone (493 m) a sud est.

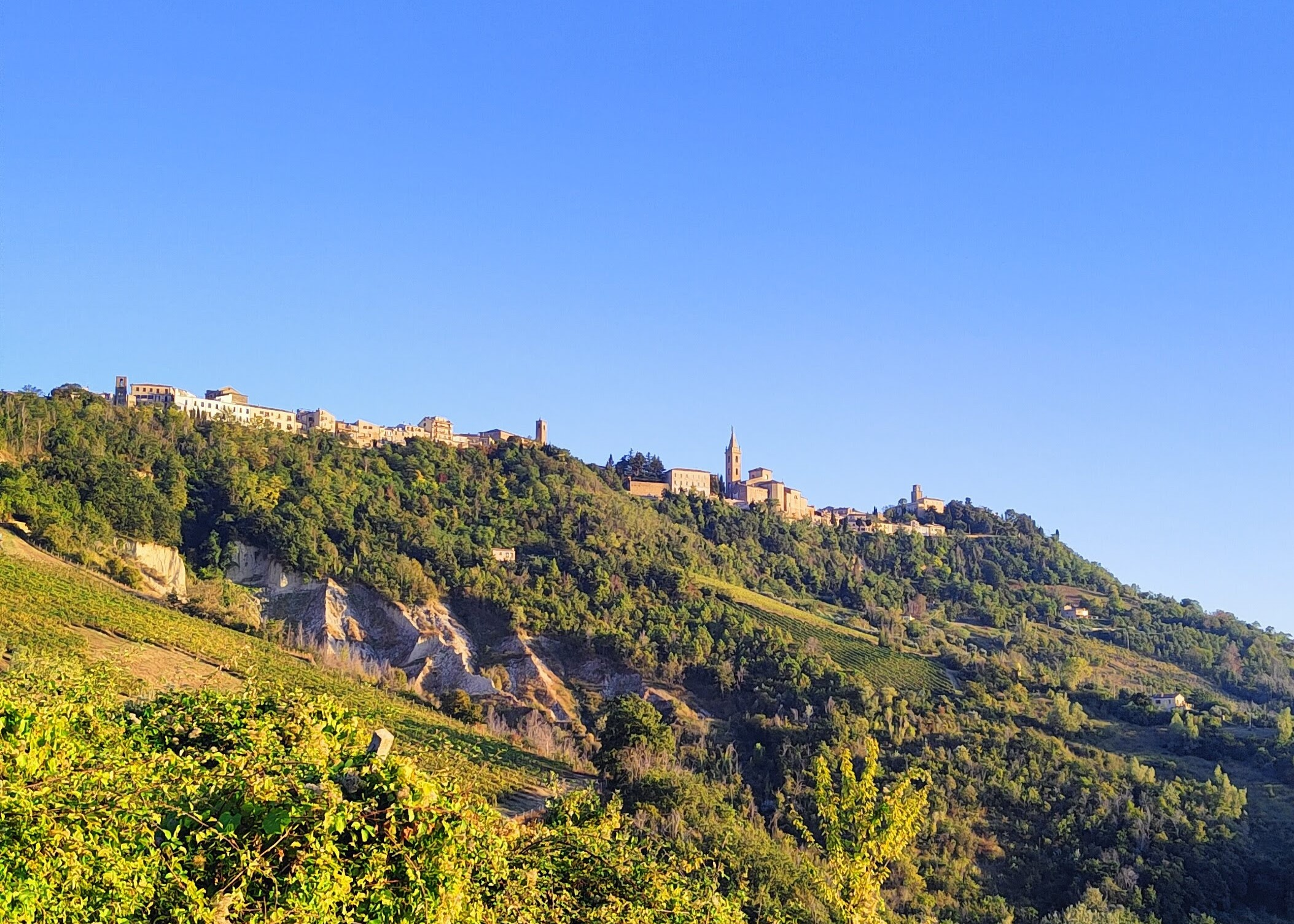
Vista della città da ovest

Sotto Ripatransone passa un intricato sistema di spelonche chiamate Grotte di Santità, un intrico di cunicoli artificiali d'epoca preistorica chiusi nel 1967. La struttura, che taglia il paese in larghezza, avrebbe un'estensione di quasi 2.000 m². Il suolo urbano è stato interessato da isolati crolli, come quello di piazza Matteotti, che nella notte del 10 agosto 1994 portò alla luce i resti di una chiesa, San Biagio in Piazza, demolita nel 1660.
Il terreno circostante è fertile, adatto a tutte le coltivazioni della campagna mediterranea e in particolare all'olivo e alla vite. Tipici delle colline ripane, e marchigiane in genere, sono i calanchi, gli ampi solchi formati dall'erosione pluviale che conferiscono un aspetto lunare al paesaggio.

### Clima
Il clima di Ripatransone è prossimo a quello mediterraneo della costa marchigiana meridionale (che dista appena 8,3 km in linea d'aria), ma con la correzione dell'altitudine. Gli inverni sono più freddi e, sebbene la quota collinare limiti la frequenza delle nevicate, esse si verificano più o meno annualmente e possono avere carattere anche intenso e durevole. Le estati sono generalmente più fresche e arieggiate, con temperature che si mantengono comunque abbastanza alte.

## Origini del nome
Secondo la tesi ormai comunemente accolta, il nome della città si compone di due elementi.
- Ripa è forma medievale per “rupe”.
- Transone è il nome del fondatore dei castelli ripani.[11]

L'ipotesi che riconduceva il toponimo all'espressione Ripa trans Asonem (“rupe al di là dell'Aso”) appare confutata fin dal 1827, quando lo storico Vicione ne evidenziò l'incongruenza geografica e linguistica. Altri ritenevano che Transone fosse il nome di un antico quartiere. Il Garzoni invece lo riconduceva al verbo latino transire (a significare il trasferimento dei capi cittadini nell'unico castello sorto dai quattro originari).

## Storia
Il colle ripano fu abitato fin dal Neolitico e alla sua sommità si avvicendarono gli Umbri e i Piceni. Con la conquista romana scemò in importanza, per ripopolarsi solo all'epoca delle invasioni barbariche. Nel IX secolo sorsero i castelli di Monte Antico, Capodimonte, Roflano e Agello. Il paese fu unificato nel 1096 e assunse il nome odierno nel 1198.
Libero comune dal 1212, Ripa conquistò definitiva autonomia da Fermo con la costituzione in Città e Diocesi per concessione di Papa Pio V (1571). Fu roccaforte quasi imprendibile nella lotta contro le città rivali, e meritò perciò l'appellativo di Propugnaculum Piceni. Subì infatti rare espugnazioni, la più importante delle quali ad opera di Francesco Sforza, di cui si liberò un anno dopo nella battaglia di Santa Prisca (1445).
Capoluogo di cantone del dipartimento del Tronto in epoca napoleonica, votò l'annessione allo stato italiano il 19 settembre 1860. Fino agli anni cinquanta ebbe una forte espansione demografica, sfiorando i novemila abitanti, per poi subire un repentino spopolamento arrestatosi solo sul finire del XX secolo.

### Simboli

#### Stemma comunale
Lo stemma ripano consiste in uno scudo che raffigura un leone d'argento passante con un giglio d'oro nella zampa anteriore destra, su cinque colli in fondo rosso. Lo stemma è sormontato dalla corona di Città e circondato da fronde d'alloro, una delle quali a volte sostituita da un ramo di quercia. I colli rappresentano le cinque tradizionali alture della città: Belvedere, Monte Antico, Capodimonte, Roflano e Agello.
L'origine dello stemma è incerta: al Quatrini, che nel XVI secolo ricostruiva il leone come un omaggio agli Acquaviva, obiettò il Boccabianca notando la profonda diversità dello stemma di tale famiglia. Il giglio, per via del colore d'oro, sembra essere un retaggio del dominio dei Franchi, e non un giglio fiorentino.

#### Gonfalone civico
Il gonfalone civico è un drappo rettangolare rosso che termina in tre bande. La banda centrale raffigura una fiamma d'argento, le laterali due gigli d'oro. Al centro è rappresentato lo scudo comunale, sormontato da una corona di 16 foglie d'acanto (9 delle quali visibili) retta dalla patrona della città, Maria Maddalena, e dal compatrono San Rocco.
Il gonfalone è sostenuto da un'asta orizzontale innestata su un'altra asta verticale, quest'ultima ornata di nastro bianco-rosso e recante in cima una targa con la sigla SPQR sovrastata da una colomba. Due nastri, in alto e in basso allo stemma, recano il motto completo della città.
(motto della città)
Nel 1993 il vecchio gonfalone (1955) è stato sostituito dall'attuale, con l'aggiunta in capo dell'intestazione Città di Ripatransone.

## Monumenti e luoghi d'interesse
Dopo Ascoli Piceno, Ripatransone è il centro storico di maggiori dimensioni della provincia, e il suo aspetto monumentale discende dall'importanza della città nel passato. L'impianto del paese è medievale, e numerosi sono i resti delle antiche fortificazioni. Il corso Vittorio Emanuele taglia longitudinalmente l'abitato per circa un chilometro, costeggiato da alti palazzi signorili di varie epoche.

### Architetture religiose

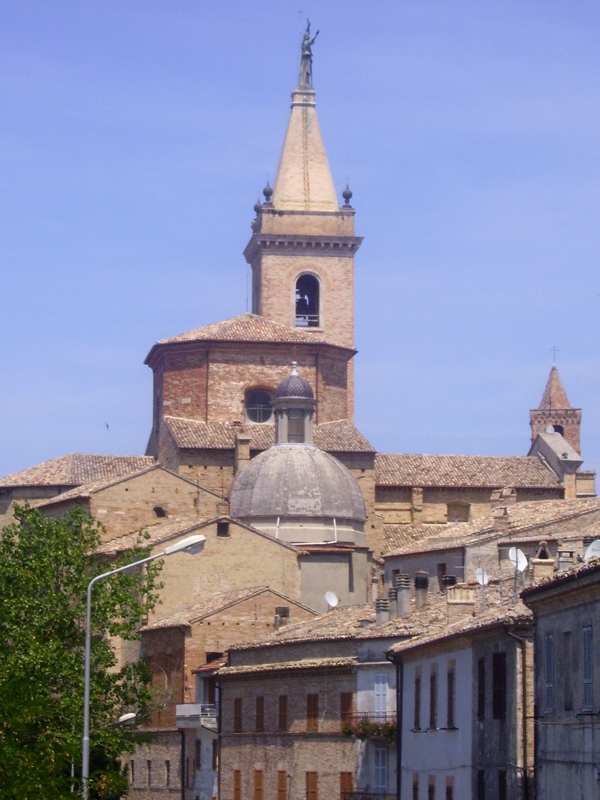
Complesso della cattedrale

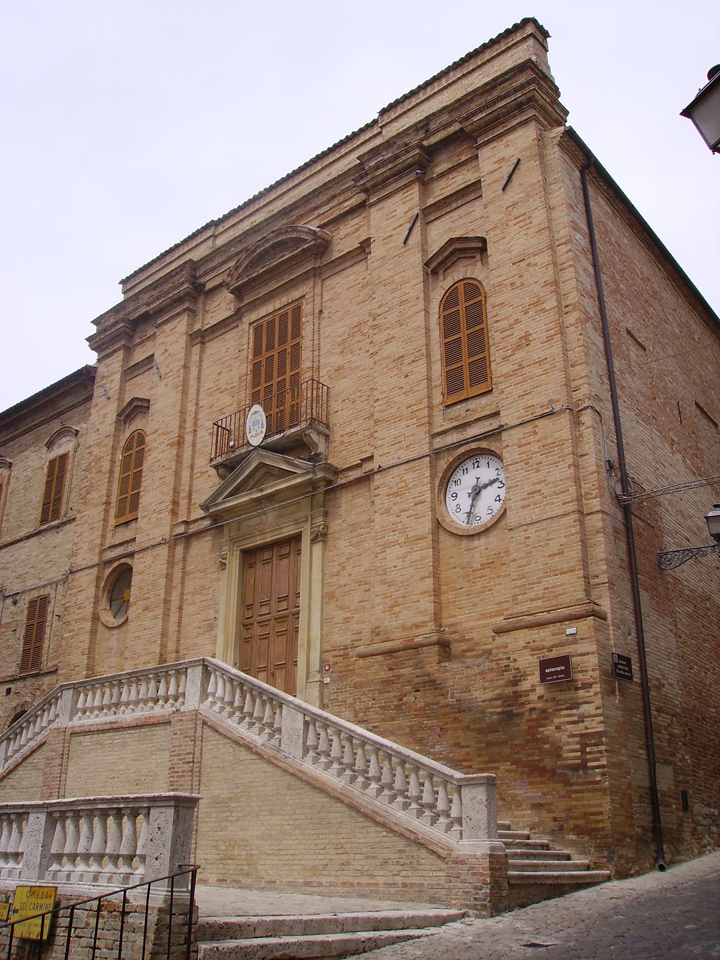
Palazzo vescovile

#### Cattedrale ed episcopio
La cattedrale di San Gregorio Magno e Santa Margherita (XVI-XVII secolo) sorge nell'antico cuore religioso della città, piazza Condivi, nel quartiere di Capodimonte. 
La fiancata sinistra fronteggia il Palazzo Vescovile, nato dalla riconversione di un ex convento agostiniano adiacente alla chiesa di Sant'Agostino. Al suo interno è custodita una tela raffigurante la Madonna con Bambino e Santi, del 1574, con l'iscrizione SIMONE DE MAGISTRIS DA CALDAROLA 1574.

#### Chiese urbane

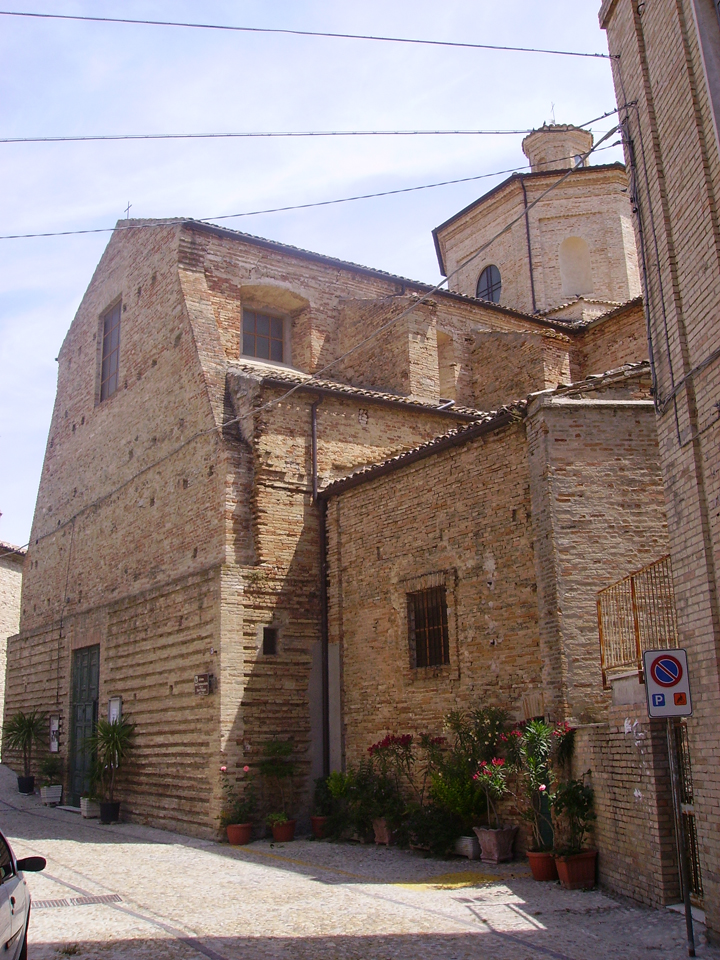
Chiesa di San Filippo

- Chiesa di Sant'Antonio (1845-1846). Auditorium di Santa Caterina.
- Chiesa di San Benigno. Antico duomo di cui resta solo il campanile.
- Chiesa di Santa Caterina d'Alessandria (“Sant'Agostino”), sconsacrata. Fu adibita a cinema nel Novecento e a museo d'arte sacra nel Duemila.
- Chiesa di Santa Chiara. Architettura tardo barocca, consacrata alla metà del Settecento. Vi è annesso l'ex seminario vescovile.
- Chiesa dell'Immacolata (“San Filippo”). Ultima parrocchiale del quartiere di Agello, fu fondata dagli Oratoriani e iniziata nel tardo Seicento. Ha impianto a croce latina corta, con una sola navata. Presenta cappelle laterali con ornati lignei e pale d'altare che risalgono per lo più al primo Settecento. La cappella di San Filippo conserva un altare marmoreo con ipotetiche reliquie del santo. Sopra l'altare maggiore è installata una statua dell'Immacolata, opera di Fedele Bianchini (allievo del Canova). Il fonte battesimale (1930) è opera giovanile di Uno Gera e fu realizzato in occasione dell'elevazione della chiesa a parrocchiale. Di Gera sono anche due grandi bassorilievi raffiguranti la nascita e la morte di Gesù.
- Chiesa di Santa Maria Annunziata d'Agello, sconsacrata.
- Chiesa di Santa Maria Magna (“San Francesco”). Edificio del XIII secolo, era annessa a un convento di frati minori e conservava due lapidi commemorative (una di esse, dedicata a Giovanni da Ripa, finì frammentata e fu ricomposta nel 1997).[21] Il convento fu riconvertito in ospedale civile nel 1810. La chiesa in rovina venne trasformata in orfanotrofio nel 1938. Residua un campanile di 30 m, ristrutturato lo stesso anno.[10]

- Chiesa di Santa Maria della Valle.

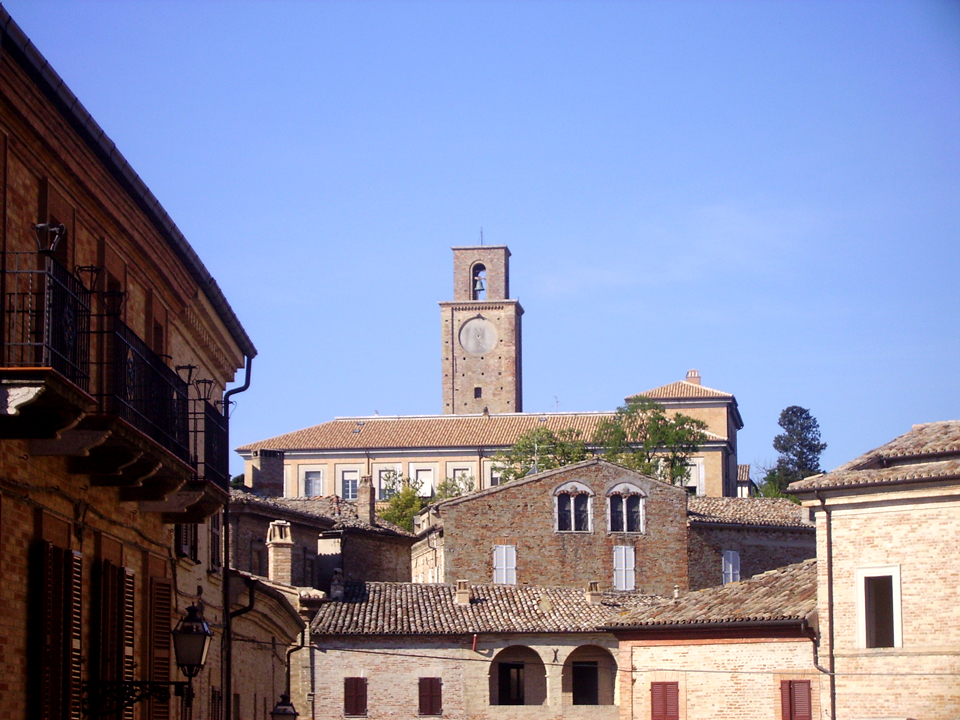
Campanile di San Francesco

- Chiesa di San Michele Arcangelo (“Sant'Angelo”). Romanica, a una sola navata, conserva opere pittoriche del Quattro-Cinquecento e un fonte battesimale a forma di calice che è il più antico di Ripatransone.
- Pieve di San Nicolò. Sorge sull'omonimo colle che sovrasta la città. Possiede un'abside che sembra risalire al IX secolo e, secondo testimonianze storiche, aveva due navate.[10] Fu abbandonata nel 1659 con il trasferimento della parrocchia in Santa Maria della Valle,[22] ma solo nel XIX secolo venne sconsacrata e resa padronale.[10]
- Chiesa di San Pastore, annessa al monastero teresiano.
- Chiesa di San Rocco (“dei Sacconi”).

#### Chiese extraurbane
- Chiesa della Madonna del Carmine (XVI secolo), nell'omonima frazione. Conserva affreschi del De Magistris.
- Chiesa di Santa Croce (“dei frati cappuccini”).
- Chiesa di Santa Maria della Petrella (XV secolo), nell'omonima frazione. Conserva affreschi di scuola giottesca. Dal suo interno proviene un'antica pala d'altare, restaurata da Silvestro Castellani e trasferita nel Museo vescovile d'arte sacra dopo essere stata custodita nella cappella del Santissimo Crocifisso in Sant'Angelo.
- Chiesa di San Savino, nell'omonima frazione.

### Architetture civili
Nel dedalo di anguste vie del quartiere di Roflano si trova una curiosità molto appetita dai turisti: il vicolo più stretto d'Italia. Scoperto nel 1968, è ampio 43 cm all'altezza delle spalle di un uomo medio, ma poco più in alto si restringe a 38 cm. Il vicolo ha strappato il primato alla via Baciadonne di Città della Pieve (53 cm) e in seguito ha resistito alle pretese di altri comuni, fra cui la vicina Civitella del Tronto. Le vie che in Italia hanno ambìto al riconoscimento non hanno infatti dimostrato i requisiti per essere considerate “vicoli” (pavimentati, percorribili e dotati di almeno una porta o di una finestra). L'ufficio turistico rilascia un “attestato” che certifica l'attraversamento del vicolo.

#### Palazzi comunali
Piazza XX Settembre, attraversata dal 43º parallelo di latitudine nord, è l'antico cuore politico della città. Qui si fronteggiano il “vecchio” e il “nuovo” palazzo comunale di Ripatransone.

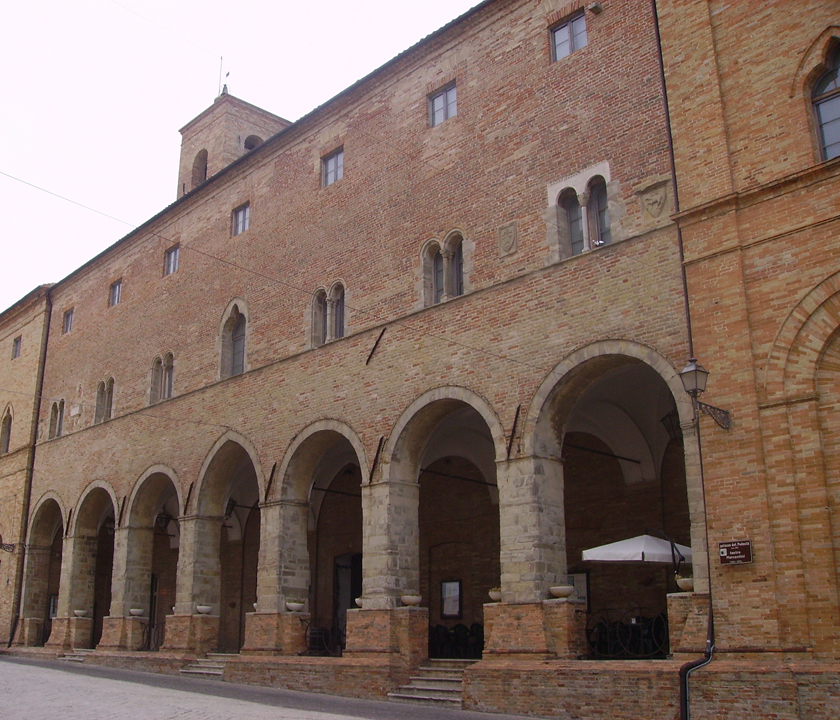
Palazzo del Podestà

Come attesta l'iscrizione apposta sulla facciata, Il Palazzo del Podestà venne edificato nel 1304, al tempo del podestà Gentiluccio di Montefiore e del sindicus Niccolò di Sant'Elpidio. Ha un ampio porticato a sette archi: quello centrale più ampio è a sesto acuto, gli altri a tutto sesto. Il loggiato, rialzato rispetto al piano di posa originario, è sormontato da una teoria di bifore con monofora trilobata centrale, e più in alto dai finestrini del piano attico aggiunti in epoca successiva.
L'insieme è completato dalla torre civica e da due ali ottocentesche, armonizzate ai caratteri della fronte vetusta e recanti lapidi con busti scolpiti in memoria di Luigi Mercantini ed Emidio Consorti.
La Piazza Condivi è caratterizzata sulla destra da un notevole gruppo di antichi edifici, aperti sul pianterreno da una serie di portici.

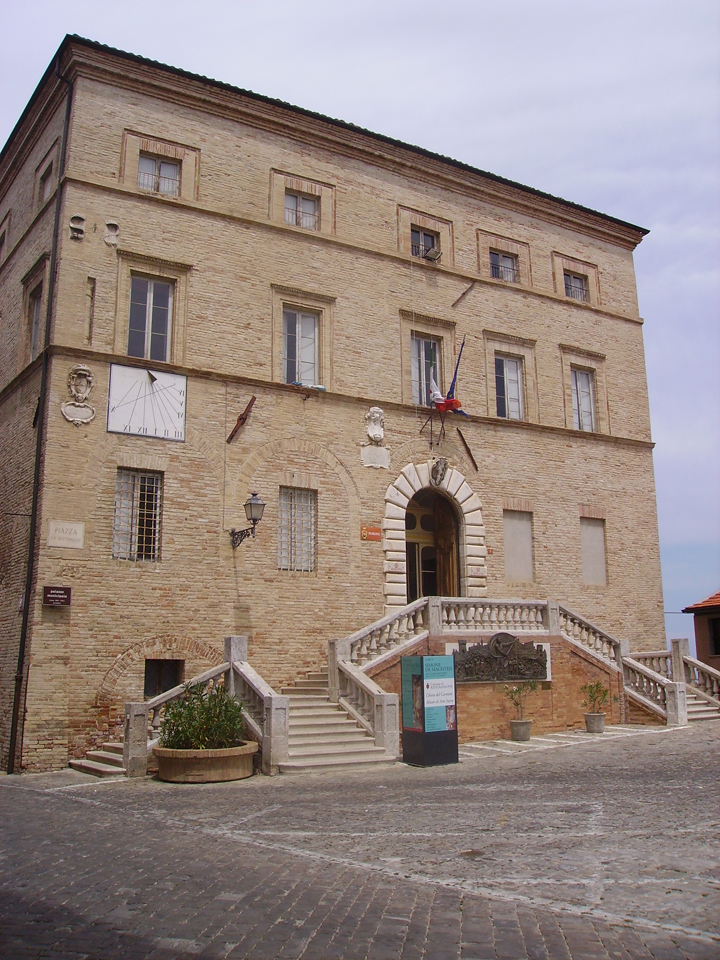
Palazzo municipale

Il palazzo municipale fu costruito nel XIII secolo e rimaneggiato più volte fra Cinquecento e Ottocento. Sulla facciata d'ingresso, di vaga impostazione sangallesca, si notano una scalinata a tenaglia, d'epoca tarda, un portale bugnato cinque-secentesco in pietra sormontato dallo stemma comunale, altri due stemmi con memorie epigrafiche e una meridiana.
Nel paramento murario esterno sono visibili gli archi della quattrocentesca Loggia degli Anziani, di cui restano due affreschi di Giacomo da Campli: la Madonna del Latte e la Maddalena. Il palazzo ospita tre archivi (archivio storico comunale, archivio notarile mandamentale, archivio pretorile).

#### Palazzi signorili e abitazioni private
- Casa Benvignati (XV secolo).
- Casa Bruni (XV-XVI secolo), dimora dell'artista e letterato Ascanio Condivi, con loggetta a due archi.
- Casa Fedeli (XVII secolo).
- Casa Gallo, con iscrizione del 1503.
- Casa Mancini, con portale bugnato e stemma.
- Casa Tozzi-Condivi (XVIII secolo).
- Complesso dei Grifoni, artistica terracotta decorata del Quattrocento sulla facciata di un'abitazione.

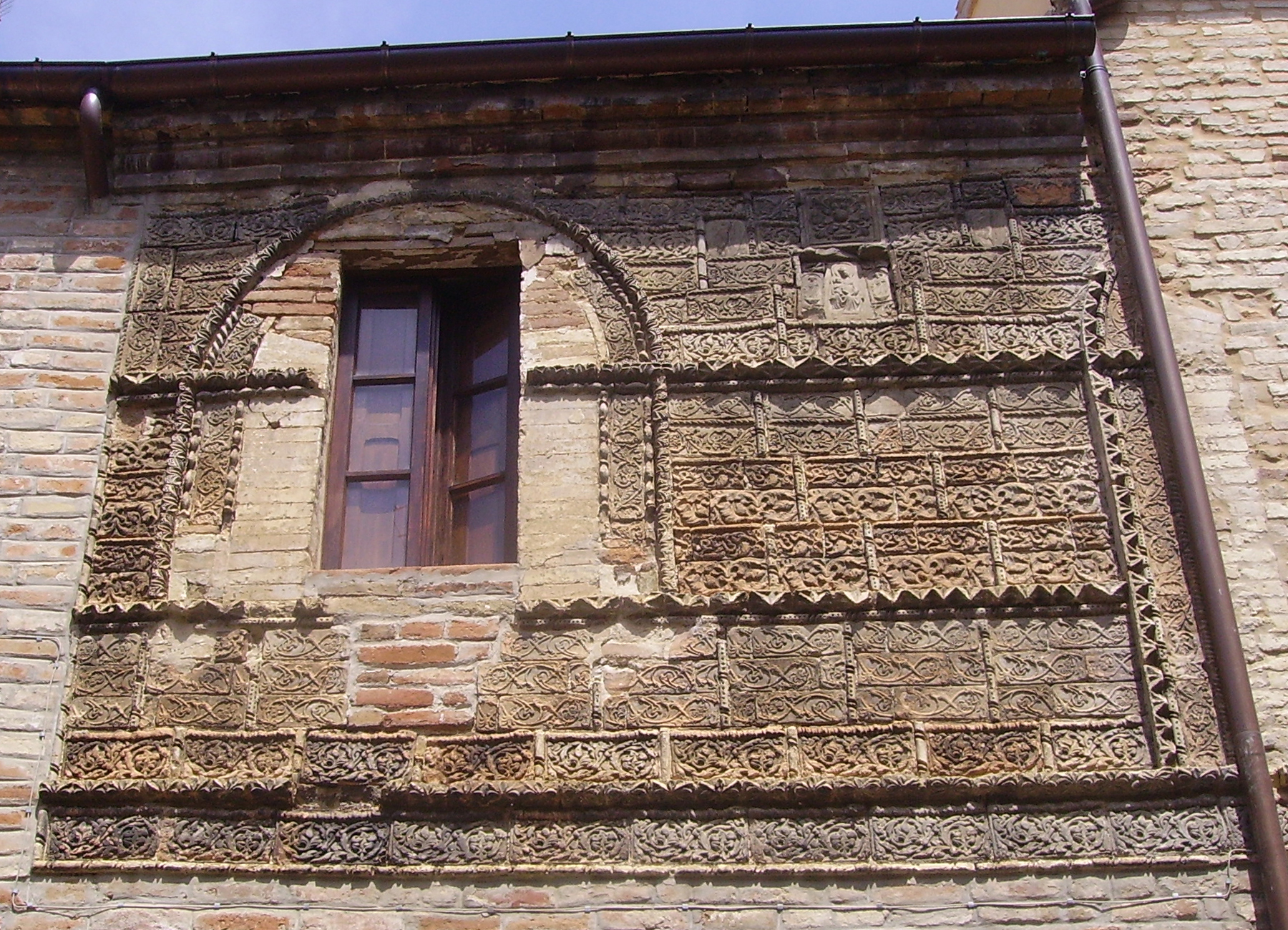
Complesso dei Grifoni

- Loggiato di piazza Matteotti. Include un'abitazione con portico quattrocentesco e trabeazioni in legno, seguita a breve distanza da Casa Teodori, sempre quattrocentesca, con portico ogivale e terrecotte.
- Palazzo Benvignati (XVII-XVIII secolo).
- Palazzo Benvignati-Angelini (XVI-XVII secolo).
- Palazzo Bruti Liberati (XVIII).
- Palazzo Bonomi-Gera (XVII secolo), sede del Museo civico.
- Palazzo Cellini (XIX secolo), gotico senese.
- Palazzo Di Lorenzo (XVI secolo).
- Palazzo Di Pasquale (XVIII secolo).
- Palazzo Fedeli (XVII secolo).
- Palazzo Lupidi-Boccabianca (XVII-XVIII secolo).
- Palazzo Massi-Mauri (XVIII secolo), con balcone e artistica ringhiera in ferro battuto.
- Palazzo Rotigni (XVI secolo).
- Palazzo Tassoni-Gera (restaurato nel XIX secolo).
- Palazzo Vegezi (XVI secolo).

#### Teatri
- Teatro Corte delle Fonti. Nato negli anni novanta, è un teatro all'aperto che sovrasta un antico lavatoio pubblico entro il medievale Complesso delle Fonti. Permette di ospitare un numero di spettatori più elevato delle altre strutture cittadine ed è utilizzato nella stagione estiva per spettacoli d'ogni genere, dall'allestimento di opere liriche all'esibizione di artisti e gruppi moderni.
- Teatro Luigi Mercantini, ottocentesco. È ospitato al primo piano dell'ala destra del Palazzo del Podestà.

### Architetture militari
Costruita e più volte rinforzata tra il XII e il XVI secolo, la cortina muraria di Ripatransone è una delle più ricche e articolate delle Marche. La lunghezza del suo perimetro fu stimata in 2.418 m.
Include:
- Complesso delle Fonti
  - Porta Cuprense
  - Porta San Domenico
- Porta d'Agello
- Porta di Monte Antico
- Torrioni con merlatura ghibellina.

### Altro

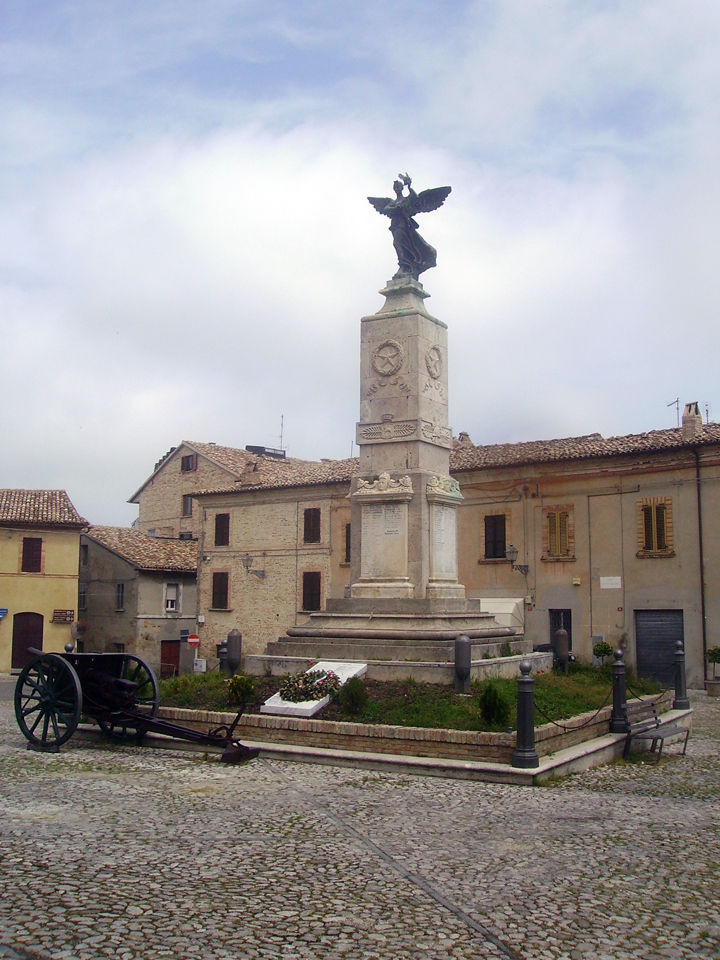
Monumento ai caduti e cannone austroungarico

#### Monumenti commemorativi
- Monumento ai caduti (inaugurato il 19 luglio 1931). Si trova in piazza Donna Bianca de Tharolis e raffigura l'Angelo della Vittoria, opera di Ermanno Natali. La statua è posta in cima a un'alta stele che reca su ogni lato i nomi dei soldati caduti nelle varie guerre. Ai piedi del monumento è collocato un cannone di fabbricazione cecoslovacca, residuato nemico della prima guerra mondiale.
- Monumento alla Vergine in marmo di Carrara eretto per l'anno mariano 1954.

#### Punti panoramici

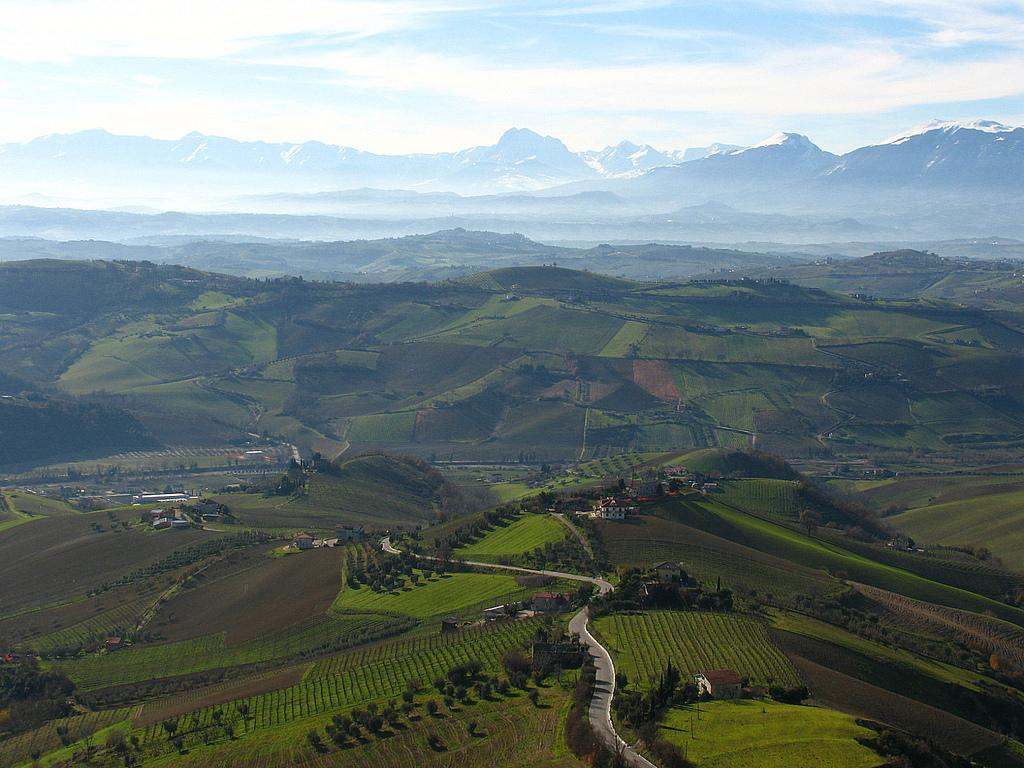
Il Gran Sasso visto da Ripatransone

La posizione geografica privilegiata permette una visione panoramica che ha meritato alla città l'appellativo di Belvedere del Piceno.
All'altezza di Porta di Monte Antico la SP 23 Cuprense si converte in circonvallazione panoramica di Ripatransone. All'altro capo, oltre Porta d'Agello, la strada extraurbana riprende, ma la circonvallazione prosegue in via Uno Gera. Ciò permette una vista quasi a 360°, dall'Adriatico a sud di San Benedetto del Tronto all'Adriatico a nord di Cupra Marittima, passando per gli Appennini. Altri punti panoramici si apprezzano sui colli Belvedere e San Nicolò (quest'ultimo si affaccia anche sul lato orientale dell'abitato), e l'ex Giardino del Vescovo (oggi centro di aggregazione comunale).
Il panorama abbraccia a ovest l'Ascensione e la catena dei Sibillini, a nord il Conero e il Titano, a sud la Montagna dei Fiori, il Gran Sasso, la Maiella e i Monti della Laga. In condizioni di visibilità eccezionali, dai punti più elevati è possibile scorgere anche il Gargano e le Alpi Dinariche della Dalmazia.

### Aree naturali

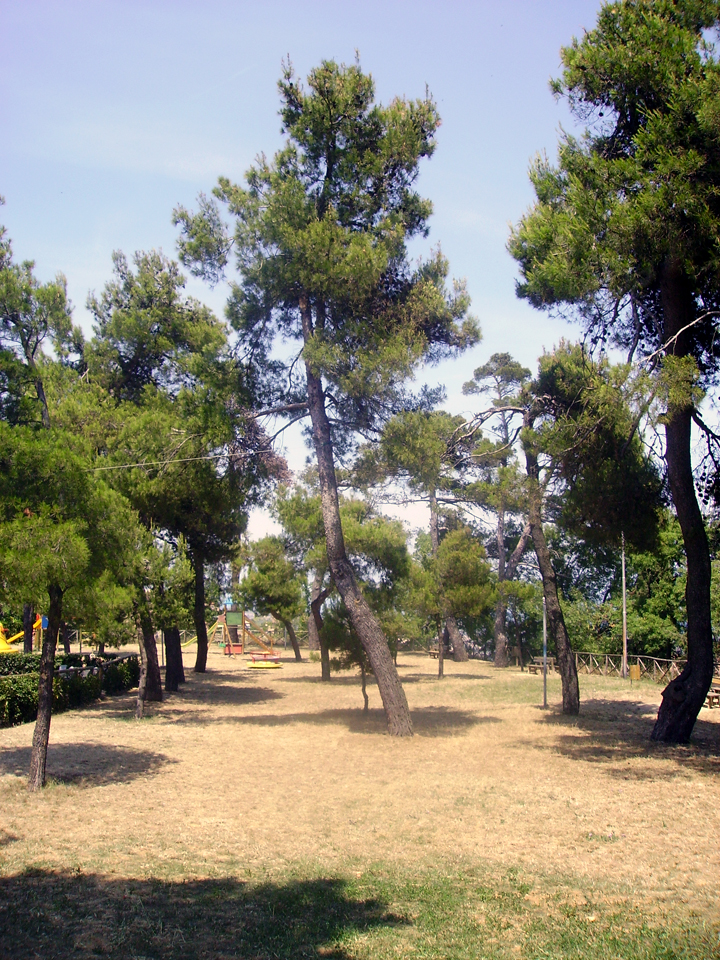
Colle San Nicolò

- Circonvallazione panoramica. Si snoda lungo viali di querce e tigli, ma anche acacie che crescono spontanee ai margini della collina.
- Colle San Nicolò. Vertice del territorio cittadino, sovrasta il quartiere di Monte Antico ed è occupato da una vasta pineta che è anche ritrovo giovanile estivo. Conserva due torrioni e un lungo segmento murario, oltre all'omonima pieve nel punto più alto.
- Ex Giardino del Vescovo, con pini, abeti, cipressi e un piccolo ecosistema ornitologico.

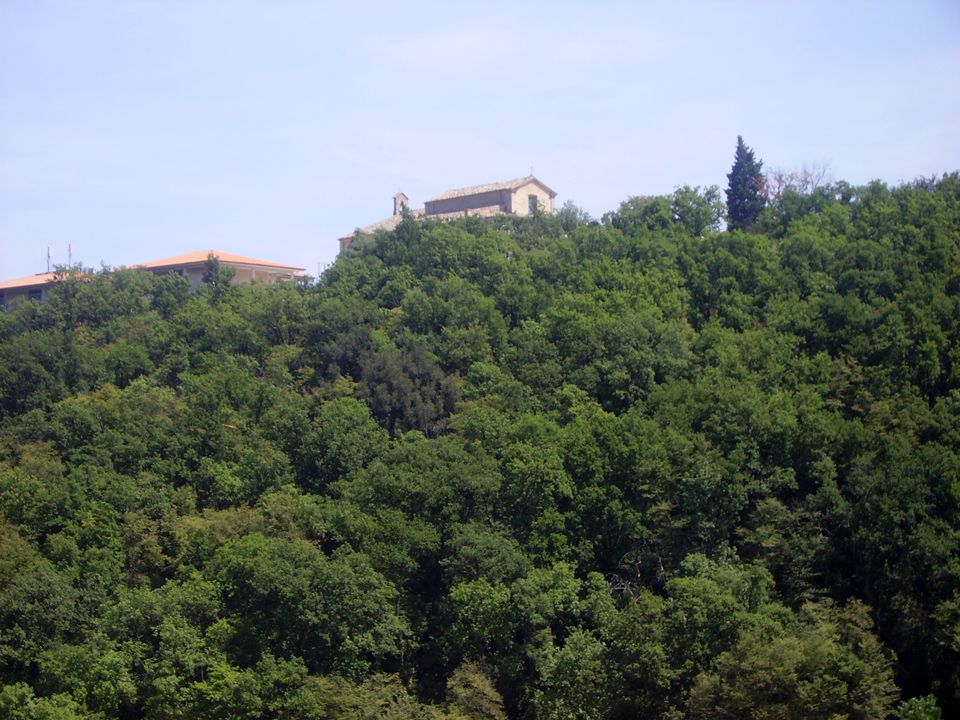
Selva dei Frati Cappuccini con la chiesa di Santa Croce e il cimitero

- Monterone, area circolare all'estremo nord del paese, attorniata da tigli. Due sottostanti pinete ospitano ciascuna un torrione medievale.
- Pineta della Croce (prende il nome dal simbolo religioso eretto al suo interno su un supporto di pietra).
- Selva dei Frati Cappuccini. Area boschiva d'interesse ambientale sita sul Monte Attone, nell'immediata periferia cittadina. Ospita molteplici specie di vegetali e piccoli animali. Fra le piante secolari, nel 2007 è stato istituito un parco acrobatico denominato Quercus Park e articolato in percorsi differenziati per bambini e adulti.

## Società

### Evoluzione demografica
Abitanti censiti

### Lingue e dialetti

#### Classificazione
Il ripano è un dialetto meridionale intermedio di confine con i dialetti mediani: appartiene infatti alla famiglia dei dialetti aso-truentini (di transizione fra il tipo teramano e quello fermano), entro la quale alcuni lo considerano a sé stante. In realtà possiede caratteristiche morfologiche aberranti rispetto a tutti gli altri dialetti romanzi, condividendole solo con pochi dialetti dei dintorni (soprattutto il cossignanese, ma in parte anche il montefiorano).
Le sole stà chelenne 'lla de' Bbò!

e 'ssone lu resarie 'lla lu ddoma

e j' stiengu 'queiò lu Menterò

rrespirenne quist'arie che 'n' già Roma.
Lu ciel' è chiaru. Medonne, quante stelle!
mò se 'ppicce le luce e Muntefiò...
'ppuò 'll'atre luce che ghè 'ppiù de mille,
de Ferme, Carassà, Muntevidò.
De jò le Chenietta vè n'udora

d'erbetta e fiè che te fa recrià...

oh! ccomme se sta 'bbè ecch'e quist'ora,

quanne de fora 'rvè li terrazzà.
Verriè sta sembre èccu, ècche merì...
oh 'che 'ppuzze de puorci... famme 'rij!

#### Fonologia
Il dialetto ripano possiede 8 vocali, 21 consonanti e numerosi allofoni. Alle 7 vocali italiane aggiunge infatti lo scevà (/ə/). I dittonghi mobili sono /je/ e /wo/. Ancora rispetto all'italiano, mancano le consonanti /z/ (solo allofono) e /ʎ/ (sostituita da /j/). Alcune consonanti iniziali o intervocaliche (/b/, /ʤ/, /ɲ/, /j/) sono costantemente geminate, mentre il suono /ʃ/ può essere scempio (es. nu vascia, /nu ˈvaːʃa/, “un bacio”). Così anche, frequentemente, /ʦ/.
La s impura produce gli allofoni /ʃ/ e /ʒ/ davanti alle consonanti dentali, alveolari e palatali, rispettivamente sorde e sonore; davanti a tutte le altre consonanti sonore si pronuncia invece /z/ come in italiano. Altra variante è costituita dalle palatali /c/ e /ɟ/ prodotte dai gruppi ti e chi, di e ghi nell'incontro con le vocali. Fra gli esiti fonetici si segnala l'occlusione bilabiale /mb/ del gruppo /ɱf/ latino (es. mbussu, “bagnato” < infusum).
La concomitanza di alcuni fenomeni, anche se in parte comuni agli altri dialetti meridionali, complica oltremodo la trascrizione. Si ricordano:
- l'indebolimento di /a/ atona, realizzata /e/ (se non rafforzata da un'altra /a/ nella sillaba che segue);
- l'indebolimento delle altre vocali atone, realizzate /ə/, ma in fin di parola spesso anche /a/;[41]
- l'uniformazione in /e/ delle desinenze femminili singolari di prima e seconda declinazione.

#### Ortografia
Per questo motivo e per la mancanza di una tradizione scritta consolidata il dialetto non ha un vero standard ortografico. Ha tuttavia ricevuto un tentativo di sistemazione con la pubblicazione di un Dizionario del dialetto ripano (2008), compilato da Alfredo Rossi allo scopo di preservare la rara parlata vernacolare. È stata adottata una trascrizione per lo più fonetica, che prevede ad esempio la realizzazione grafica delle sonorizzazioni postnasali (es. candà preferito a cantà, “cantare”) e dell'indebolimento delle vocali atone, segnalato dal diacritico ¨ (Umlaut o dieresi). Non vengono invece indicati gli allofoni della s impura.

#### Morfologia
Il tratto distintivo del ripano è la morfologia. Questo dialetto presenta infatti un fenomeno quasi sconosciuto nel resto del mondo romanzo e infrequente anche nella più vasta area linguistica indoeuropea. Esso adotta un sistema di declinazione in genere e numero che non solo si sovrappone alla coniugazione verbale, ma investe anche parti del discorso assolutamente invariabili in italiano.
La complessità dell'insolito fenomeno è accresciuta dal fatto che il ripano realizza la concordanza con soggetto e oggetto anche nei sostantivi, i quali possono smettere il proprio genere e numero per assumere quelli di un diverso elemento della proposizione. I generi con cui si realizza la concordanza sono peraltro tre: è infatti previsto anche il neutro di materia (es. lë pà, “il pane”).
Esempi:
Lu frëchí cresciu, “il bambino cresce”
Le frëchine cresce, “la bambina cresce”
Lë grà crescë, “il grano cresce”
Issu cià famu, “egli ha fame”
Esse cià fame, “ella ha fame”
È itu e Roma, “è andato a Roma”
È ite e Rome, “è andata a Roma”.
L'anomalia morfologica del ripano viene messa in relazione con la posizione geografica del paese e con alcuni caratteri del verbo, che rifiuta l'ausiliare “avere” e non distingue fra loro le radici di terza persona singolare e plurale. Questo dialetto desta perciò sorpresa e interesse in dialettologia (si ricordano in proposito gli studi di Flavio Parrino e Helmut Lüdtke) e in sociolinguistica.

#### Lessico
Il lessico di base è italico ma include numerosi retaggi delle dominazioni straniere, particolarmente francesismi (es. mendëmà, “stamattina” < lendemain, con influsso di maintenant; spepié, “lungo foglio scritto” < ce papier) e ispanismi (es. ntrëppëcassa, “inciampare” < tropicar).

### Tradizioni e folclore

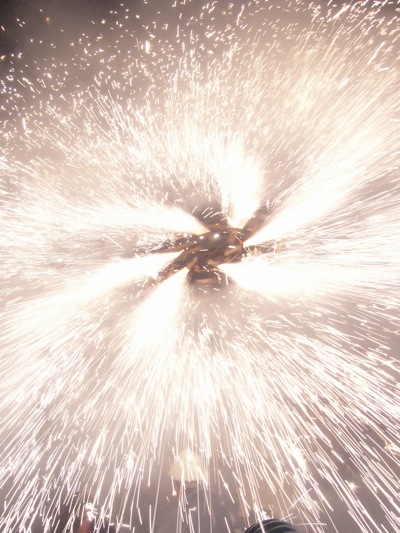
Il Cavallo di fuoco

- Ottava di Pasqua. È il maggior evento dell'anno, dedicato alla co-patrona della città e patrona della parrocchia di Santi Gregorio Magno e Niccolò (una delle due parrocchie che si trovano nel centro storico, formatasi dall'unione delle due omonime parrocchie), la Madonna di San Giovanni. La celebrazione ha doppia natura, religiosa e civile. Il culmine della festa religiosa è la solenne processione del simulacro della Vergine per le vie cittadine. La festa civile prevede lo spettacolo pirotecnico del Cavallo di fuoco, sorto in onore della Vergine il giorno dell'incoronazione della sacra effigie (10 maggio 1682) e divenuto un'attrazione in grado di convogliare turisti anche da regioni lontane. Il simulacro, in carta pesta, fu commissionato ai primi del '600 dalla Confraternita di San Giovanni, da cui il nome. Inoltre, la stessa Confraternita cambiò il proprio nome in "Confraternita della Madonna di San Giovanni", denominazione con cui è nota ancora oggi.

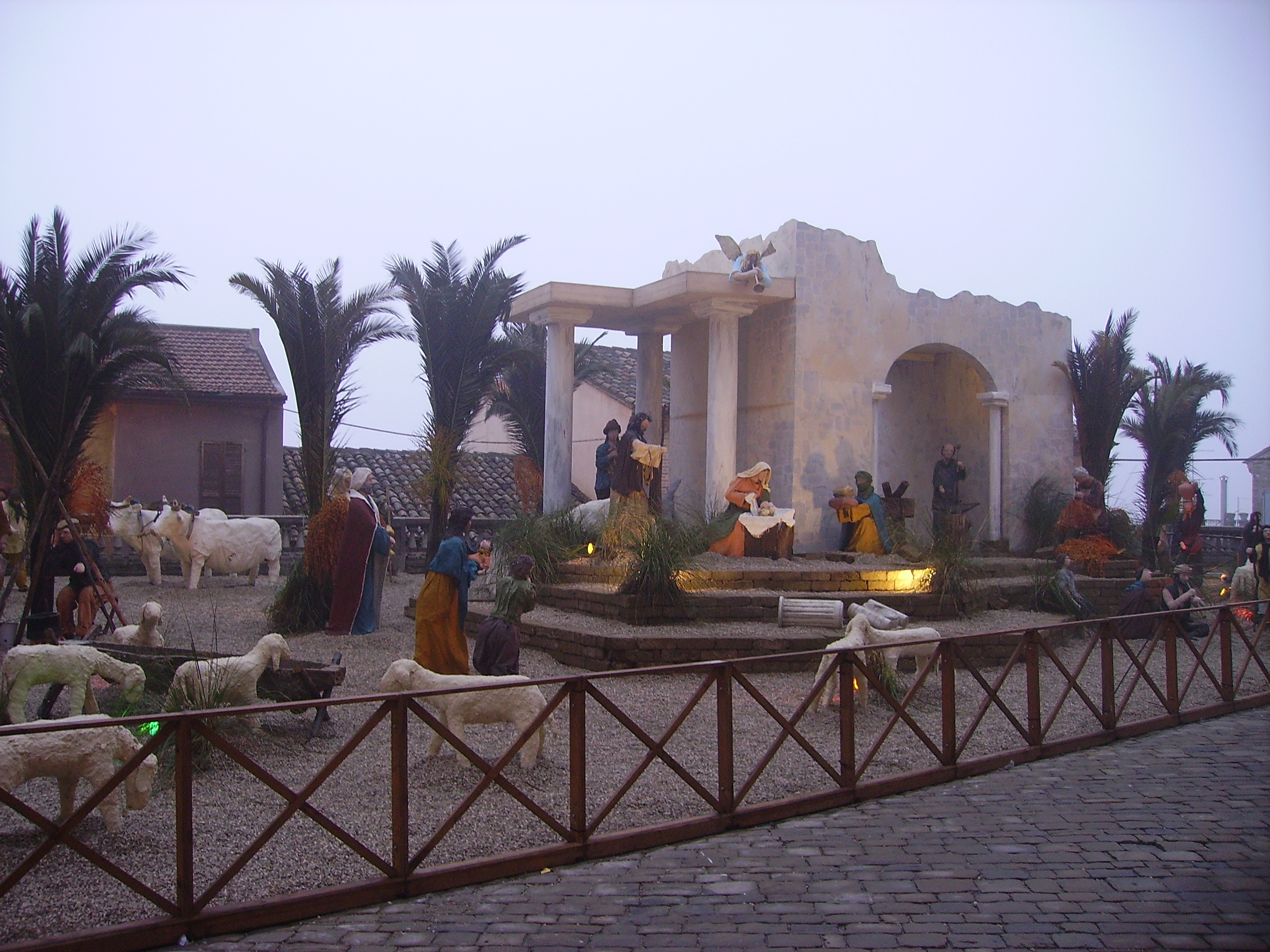
Il presepe in piazza

- Festa della Maddalena. La patrona della città si festeggia la domenica successiva al 22 luglio.
- Esibizione della Giovanile orchestra internazionale di fiati. Viene ospitata dal Teatro Mercantini nel mese di luglio.
- Rassegna corale internazionale Belvedere del Piceno. È organizzata nel mese di ottobre dalla locale Associazione corale Madonna di San Giovanni.
- Presepe in piazza. Viene allestito nel periodo natalizio dal 1970 in piazza XX Settembre, con statue di cartapesta a dimensioni naturali. È stato ideato dal pittore Primo Angellotti.

## Cultura

### Istruzione

#### Scuole
Secolare è la traduzione educativa di Ripatransone, istituita dal pedagogista Emidio Consorti, che ottenne alla città il primo corso di lavoro manuale educativo in Italia (1889). Successivamente (1895) fu fondata una scuola normale maschile, sotto la direzione dello stesso Consorti. Soppressa dopo un solo anno, cedette il posto nel 1915 a una scuola normale promiscua con corso complementare, durata fino al 1924. Nel 1935 fu fondato l'Istituto magistrale Luigi Mercantini, ancora operante come liceo delle scienze umane.

#### Biblioteche
- Biblioteca comunale Aldo Gabrielli, sita presso il palazzo municipale.

#### Musei

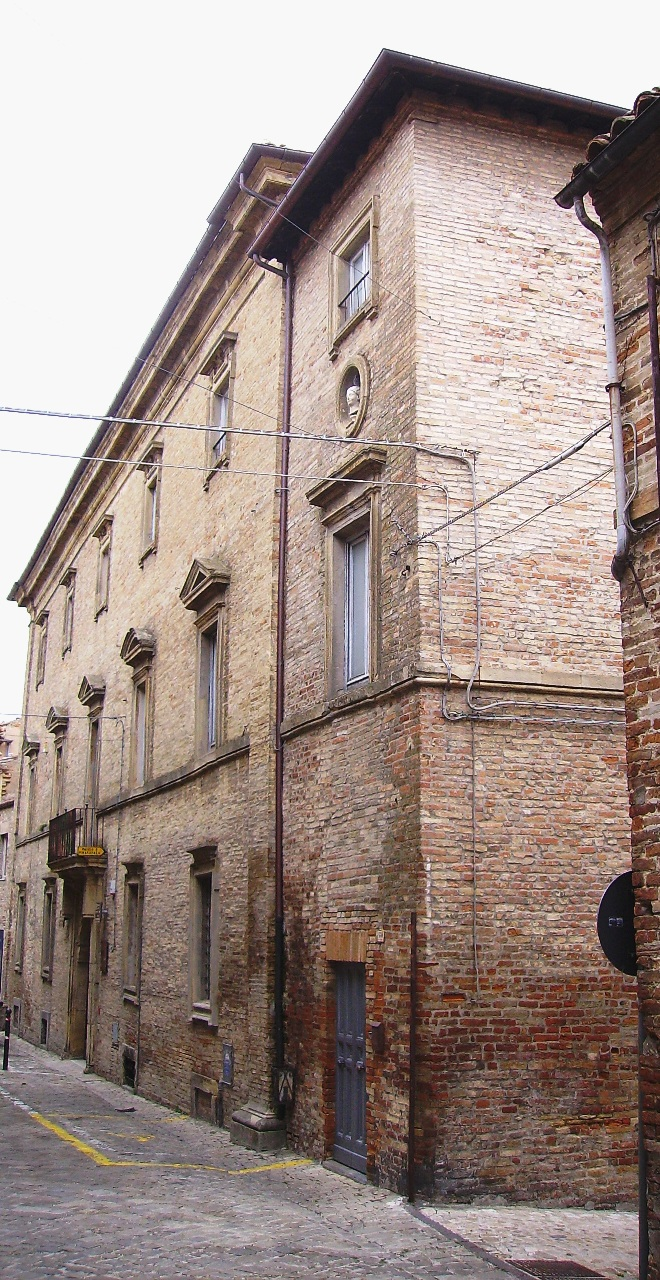
Palazzo Bonomi-Gera

- Museo civico di Ripatransone . È ospitato da Palazzo Bonomi-Gera e si compone di cinque raccolte: la pinacoteca, la Gipsoteca Uno Gera, il museo storico etnografico, il Museo storico risorgimentale Luigi Mercantini e una galleria d'arte contemporanea.
- Museo civico archeologico "C. Cellini". Si trova al pianterreno del palazzo municipale e conserva numerosi reperti preistorici piceni e romani, provenienti dal territorio comunale e dell'antico Ager Cuprensis.
- Museo vescovile d'arte sacra. Sito nell'ex chiesa di Sant'Agostino, custodisce opere a carattere religioso provenienti dalle chiese del territorio. Presso l'entrata una pavimentazione in vetro permette di scoprire le antiche fondamenta dell'edificio. Tra altre opere, vi è l'affresco frammentario con la Madonna del Soccorso attribuita a Vincenzo Pagani (sec. XVI), un’imponente pala d’altare di Giovan Battista Ragazzini (fine sec. XVI), e una tela con la Madonna col Bambino e Santi firmato e datato 1579 da Simone De Magistris e proveniente dalla Chiesa di San Rocco,[52] e una tela con l'Adorazione della Croce (secondo - terzo quarto del XVII secolo) di Girolamo Cialdieri, proveniente dalla Chiesa dei Cappuccini. Il museo è destinato anche a ospitare mostre, come quella su Jacopo della Quercia allestita nell'estate 2008.
- Museo della cultura contadina e artigiana, privato e visitabile su prenotazione. Ospitato dal seminterrato della chiesa di San Filippo, documenta la tradizione rurale del paese e le testimonianze della vita nei campi nei secoli andati.[senza fonte]
- La bottega del vasaio, museo privato dell'artigiano Innocenzo Peci, con oltre ottocento manufatti in terracotta fra cui i tipici fischietti chiamati cuchi.[senza fonte]

### Musica
In città operano le seguenti formazioni musicali.
- Corpo bandistico Città di Ripatransone, fondato nel 1862.[53]
- Associazione corale Madonna di San Giovanni, fondata nel 1971.[54]
- Giovanile orchestra internazionale di fiati. Fondata nel 1995 da Roberto Vespasiani e Lorenzo Della Fonte, è una formazione bandistica di rilievo nell'ambito delle iniziative orchestrali e di didattica musicale.[55]

### Cucina
<div lang="DIALETTO RIPANO">(DIALETTO RIPANO)
«Pë le Jelle jó, pë le Jelle su
va cërchenna li cuccëlú.»
(detto ripano)
Fra le specialità della cucina ripana si possono ricordare i lumaconi (in realtà chiocciole, in dialetto cuccëlú) e il ciavarro, tipico minestrone piceno di legumi vari, affine alle virtù abruzzesi e all'imbrecciata umbra.

## Economia
L'economia del comune è sia agricola sia industriale, e un posto di rilievo è certamente riservato anche al turismo. Nel settore agricolo, particolarmente apprezzate sono la produzione di vini DOC, quali il Falerio dei Colli Ascolani e il Rosso Piceno superiore, e quella olearia. Ripatransone partecipa infatti alle associazioni italiane delle Città dell'Olio e delle Città del Vino. Sul piano industriale il comune appartiene a uno dei poli dell'industria del mobile nelle Marche.
A livello turistico si segnala l'attribuzione della Bandiera arancione, marchio di qualità ambientale del Touring Club Italiano. Il settore è favorito, oltre che dalla tradizione storica, artistica e culturale, dalla posizione geografica del paese. Le località balneari come Grottammare e Cupra Marittima distano infatti pochi chilometri, e il clima estivo più mite favorisce escursioni di villeggianti dalla marina.

## Amministrazione
| Periodo          | Periodo          | Primo cittadino                   | Partito                           | Carica                  | Note          |
| ---------------- | ---------------- | --------------------------------- | --------------------------------- | ----------------------- | ------------- |
| 1944             | 1945             | Ugo Gasperoni                     | Comitato di Liberazione Nazionale | Sindaco                 |               |
| 1945             | 1946             | Dante Calcagni                    | Democrazia Cristiana              | Sindaco                 |               |
| 1946             | 1947             | Giuseppe Bruti                    | Democrazia Cristiana              | Sindaco                 |               |
| 1947             | 1951             | Cleto Capponi                     | Democrazia Cristiana              | Sindaco                 |               |
| 1951             | 1956             | Dante Calcagni                    | Democrazia Cristiana              | Sindaco                 |               |
| 1956             | 1960             | Luigi Focaracci                   | Lista civica                      | Sindaco                 |               |
| 1960             | 1965             | Uno Gera                          | Lista civica                      | Sindaco                 |               |
| 1965             | 1970             | Nadino Michelangeli               | Democrazia Cristiana              | Sindaco                 |               |
| 1970             | 1975             | Franco Capriotti                  | Lista civica                      | Sindaco                 |               |
| 1975             | 1980             | Vittorio Verdecchia               | Democrazia Cristiana              | Sindaco                 |               |
| 1980             | 1985             | Michelino Michetti                | Democrazia Cristiana              | Sindaco                 |               |
| 1985             | 1987             | Ezio Pulcini                      | Lista civica                      | Sindaco                 | [ 58 ]        |
| 1987             | 1988             | Marilena Paoletti                 | Lista civica                      | Sindaco                 | [ 58 ] [ 59 ] |
| 21 ottobre 1988  | 18 marzo 1993    | Michelino Michetti                | Democrazia Cristiana              | Sindaco                 | [ 58 ] [ 60 ] |
| 23 marzo 1993    | 22 novembre 1993 | Ubaldo Maroni                     | Democrazia Cristiana              | Sindaco                 | [ 61 ] [ 60 ] |
| 22 novembre 1993 | 17 novembre 1997 | Ubaldo Maroni                     | Democrazia Cristiana              | Sindaco                 | [ 60 ]        |
| 17 novembre 1997 | 28 maggio 2002   | Ubaldo Maroni                     | Lista civica                      | Sindaco                 | [ 60 ]        |
| 28 maggio 2002   | 29 maggio 2007   | Paolo D'Erasmo                    | Lista civica                      | Sindaco                 | [ 60 ]        |
| 29 maggio 2007   | 7 maggio 2012    | Paolo D'Erasmo                    | Lista civica                      | Sindaco                 | [ 60 ]        |
| 7 maggio 2012    | 13 giugno 2017   | Remo Bruni                        | Lista civica                      | Sindaco                 | [ 60 ]        |
| 13 giugno 2017   | 15 novembre 2017 | Aurora Monaldi                    |                                   | Commissario prefettizio | [ 62 ]        |
| 15 novembre 2017 | 11 giugno 2018   | Fiorangelo Angeloni               |                                   | Commissario prefettizio | [ 63 ]        |
| 11 giugno 2018   | 14 maggio 2023   | Alessandro Lucciarini de Vincenzi | Lista civica Ripa Più             | Sindaco                 | [ 60 ]        |
| 15 maggio 2023   | in carica        | Alessandro Lucciarini de Vincenzi | Lista civica Ripa Più             | Sindaco                 | [ 60 ]        |

### Gemellaggi
- Sapri, dal 1996
- Zante, dal 1996
- Certaldo

## Sport
La principale squadra di calcio della città è l'A.P.D. Avis Ripatransone 1964, che milita nel girone G marchigiano di Seconda Categoria. È nata nel 1964, i colori sociali sono l'amaranto ed il celeste ed il suo stemma riprende quello comunale con il Leone Rampante; oltre al calcio a 11, l'Avis Ripatransone dispone anche di una squadra di calcio a 5 che gioca in Serie D.
La seconda squadra di calcio è la Polisportiva Valtesino A.S.D. che milita in Seconda Categoria; è nata nel 1987. L'impianto sportivo principale di Ripatransone è lo stadio comunale Petrella, sito nella frazione omonima.
Il paese è anche legato al ciclismo. Data la conformazione del territorio, le strade ripane si prestano a prove relativamente impegnative e sono passaggio consueto dell'ultima tappa della Tirreno-Adriatico.
Il 19 maggio 2004 vi ha transitato il Giro d'Italia, con un Gran Premio della Montagna di terza categoria. Cittadino onorario del paese è stato Gino Bartali.